# Omkeerbare brandstofcel
Een omkeerbare brandstofcel is een brandstofcel die ontworpen is om zowel in een normale als in een omgekeerde modus te werken.
In de normale modus wordt door de reactie van de chemische stoffen A en B tot de stof C elektriciteit gegenereerd. In de omgekeerde modus worden door het verbruiken van elektriciteit en de stof C, de chemische stoffen A en B gegenereerd.
Voorbeeld: Een brandstofcel verbruikt waterstof (H2) en zuurstof (O2) om elektriciteit en water (H2O) te produceren.
Een omkeerbare brandstofcel kan in de andere modus elektriciteit en water verbruiken om waterstof en zuurstof te produceren.
Het proces in een brandstofcel kan omgekeerd worden. Doordat het ontwerp van de brandstofcel meestal geoptimaliseerd is voor een van de twee processen, leidt het omkeren van het proces echter wel tot een verlies van efficiëntie. Omkeerbare brandstofcellen zijn nog in ontwikkeling (2018).. Door een waterstofbromideflowbatterij, een batterij met als reagentia broom en waterstof,  aan een waterstofnet te koppelen kan deze, zolang er respectievelijk nog HBr of Br2 aanwezig is, gaan functioneren als een elektrolyser en als brandstofcel 